# Гвальдо-Каттанео
Гва́льдо-Катта́нео (итал. Gualdo Cattaneo) — коммуна в Италии, располагается в области Умбрия, подчиняется административному центру Перуджа.
Население составляет 6051 человек, плотность населения составляет 63 чел./км². Занимает площадь 96 км². Почтовый индекс — 6035. Телефонный код — 0742.
Святым покровителем населённого пункта почитается Архангел Михаил. Праздник ежегодно празднуется 8 мая.